# Gustave Jottrand
Gustave Jottrand (Brussel, 24 oktober 1830 - 1 juni 1906) was een Belgisch volksvertegenwoordiger.

## Levensloop
Gustave was een zoon van Lucien Jottrand en van Rosalie Jeanmart. Zijn vader was advocaat, eigenaar en redacteur van Le Courrier des Pays-Bas en van Le Courrier Belge, en lid van het Nationaal Congres. Zelf trouwde hij met Léonie Bernard.
Hij promoveerde in 1850 tot doctor in de rechten en in 1851 tot doctor in de politieke en administratieve wetenschappen aan de ULB. Hij vestigde zich als advocaat in Brussel en werd medestichter van het weekblad La Liberté.
Jottrand was actief in vrijzinnige middens. Hij was vanaf 1861 lid en van 1876 tot 1878 achtbare meester van de vrijmetselaarsloge Les Amis Philanthropes, lid van de vrijmetselaarsloge Les Vrais Amis de l'Union et du Progrès Réunis, medestichter en secretaris van La Libre Pensée in Brussel, bestuurder van de ULB, van 1872 tot 1878 voorzitter van de Ligue de l'enseignement, dat het volksonderwijs wilde bevorderen door het onder andere te vernederlandsen, lid van het Willemsfonds en lid van La Louve in Brussel.
Aanvankelijk behoorde hij tot de democratische vleugel van de flamingantische vereniging Vlamingen Vooruit, waarvan hij de secretaris was, maar later evolueerde hij naar een conservatieve liberaal. Hij was eveneens actief in het Vlaamsch Verbond, dat in 1861 tevergeefs alle Vlaamsgezinde verenigingen wilde overkoepelen. Binnen de Brusselse afdeling van de Liberale Partij was hij eerst secretaris en later voorzitter.
In 1869 werd hij verkozen tot gemeenteraadslid van Brussel, waar hij van 1870 tot 1884 schepen was. Als schepen steunde hij de wens om een Nederlandstalig theater op te richten. In 1870 werd hij eveneens verkozen tot lid van de Kamer van volksvertegenwoordigers voor het arrondissement Brussel en vervulde dit mandaat tot in 1884.